# Saladette

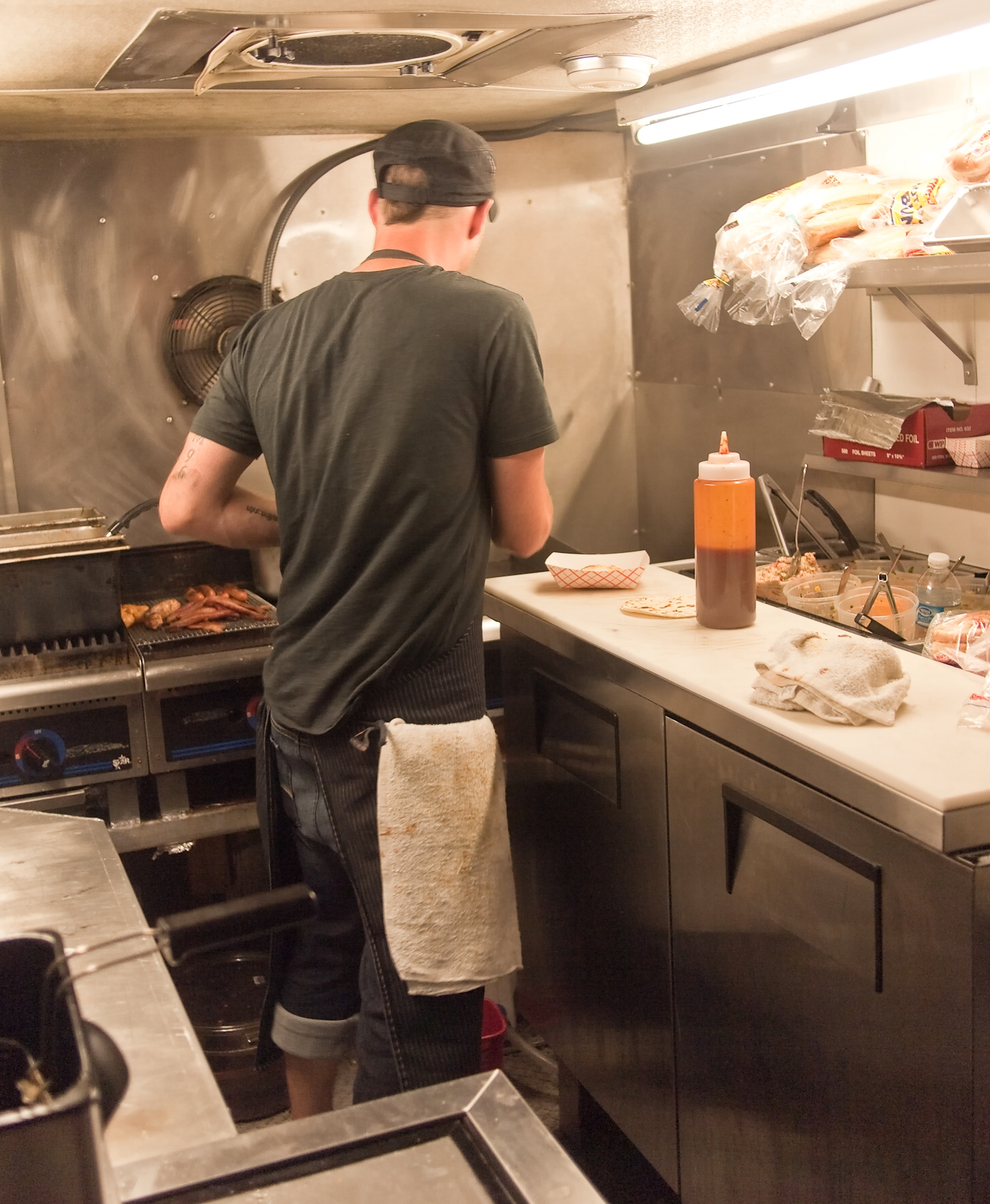
Saladette (rechts) mit einer Abstell- und Arbeitsfläche aus Polyethylen sowie mit zwei Türabteilen im unteren Teil, hier in einem Imbisswagen.

Als Saladette wird in der Gastronomie ein Edelstahlmöbelstück mit einer gekühlten obenseitigen Wanne und mit gekühlten Türabteilen oder Schubladen im unteren Teil bezeichnet, die jeweils Behälter für Lebensmittel aufnehmen. Sie sind mit Kühlschränken, Kühltheken und Kühltischen verwandt und dienen der Bereithaltung, Zubereitung und Portionierung von Salaten und anderen Kaltspeisen, die oder deren Zutaten gekühlt aufbewahrt werden müssen. Je nach Verwendungszweck gibt es unterschiedliche Ausbildungen – teils auch zur Zubereitung von Warmspeisen – und Bezeichnungen, wobei die Übergänge zum Kühltisch oder zur Kühltheke fließend sind. Sie befinden sich meistens im Küchenbereich von Restaurants, Versorgungseinrichtungen für Gemeinschaftsverpflegung und Cateringunternehmen. Bei Schnellimbissen und ähnlichen Gastronomiebetrieben werden sie auch im Thekenbereich verwendet.
Daneben gibt es Ausbildungen von Saladetten, die als Salatbar im Gastraum oder Speisesaal für den Gast zur Selbstbedienung zugänglich sind. Solche offenen SB-Kühltruhen sind auch in den Feinkostbereichen von Verbrauchermärkten und Kaufhäusern für den Selbstbedienungsverkauf anzutreffen.

## Bezeichnungen und Verwendungen
- Als Saladette oder Salattheke oder Kühlbüffet (-buffet) werden Küchenmöbel bezeichnet, die über einen oberen Wannenbereich, im unteren Teil über Türabteile oder seltener Schubladen sowie über eine Abstell- und Arbeitsfläche verfügen. Sie dienen der gekühlten Bereithaltung von vorbereiteten Salaten oder Salatzutaten oder anderen Kaltspeisen, die daraus schnell entnommen, portioniert und angerichtet werden können.
- Als Pizzatisch oder Pizzakühltisch oder als (gekühlte) Belegstation werden Kombinationen von Kühltisch und Saladette bezeichnet. Sie verfügen über eine (breitere) Arbeitsplatte und werden, wie die Bezeichnung bereits aussagt, bei der gastronomischen Pizzaherstellung und ähnlich verwendet.
- Als Belegstation Sushi, Tapas werden kleinere Kühleinheiten bezeichnet, die als Aufsatzgeräte auf Arbeitstischen angebracht oder abgestellt werden können. Sie finden bei der Herstellung von Sushi oder Tapas Verwendung.
- Als Kühlaufsatz werden kleinere Kühlvitrinen bezeichnet. Sie finden meistens im Thekenbereich Verwendung und dienen der Aufbewahrung und Präsentation von meist fertig angerichteten und portionierten Salaten oder Kaltspeisen, wie zum Beispiel Desserts.
- Als Salatbar oder Salatbüffet (-buffet) werden solche Ausbildungen von Saladetten bezeichnet, die für den Gast zur Selbstbedienung zugänglich sind. Der Begriff Kühlbüffet (-buffet) findet hier ebenfalls Verwendung. Sie haben meistens keine gekühlten Abstellbereiche im unteren Teil, sondern nur eine gekühlte obere Wanne zur Einstellung von Behältern. Eine Sonderform ist dabei die mittels Rollen mobile Servierkühlvitrine, die im Gastraum platziert oder aus der auch direkt am Gasttisch entnommen werden kann.
- Salatbars in Form von besonders ausgebildeten, offenen SB-Kühltruhen sind außerdem in den Feinkostbereichen von Verbrauchermärkten und Kaufhäusern anzutreffen. In Feinkostgeschäften erfolgt der Verkauf von nicht abgepackten Salaten, Salatzutaten und sonstigen Kaltspeisen meistens nicht in Selbstbedienung, sondern überwiegend an Kühltheken und Kühlvitrinen mit Bedienung.

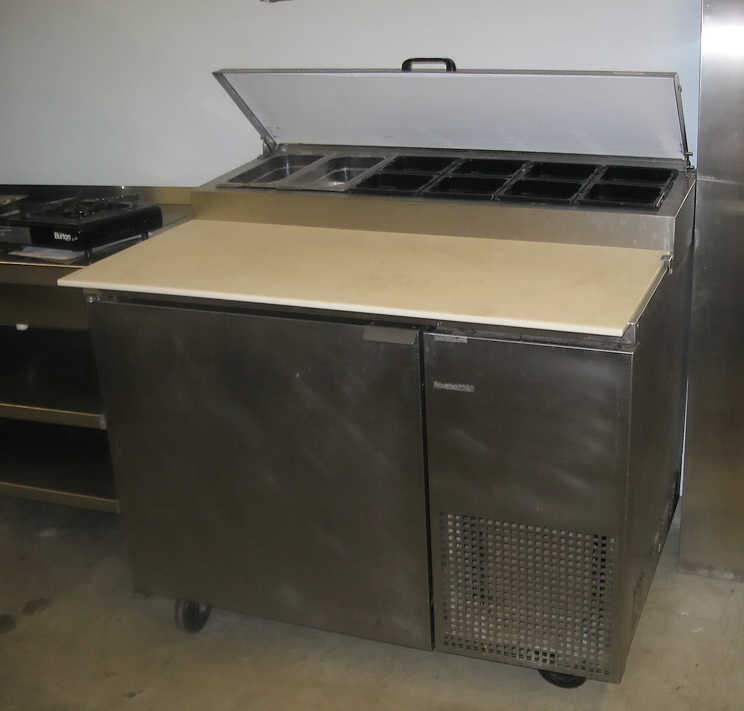
Handelsüblicher Pizzatisch für gastronomische Pizza-Zubereitung, mit gekühltem Aufsatz für Zutaten.
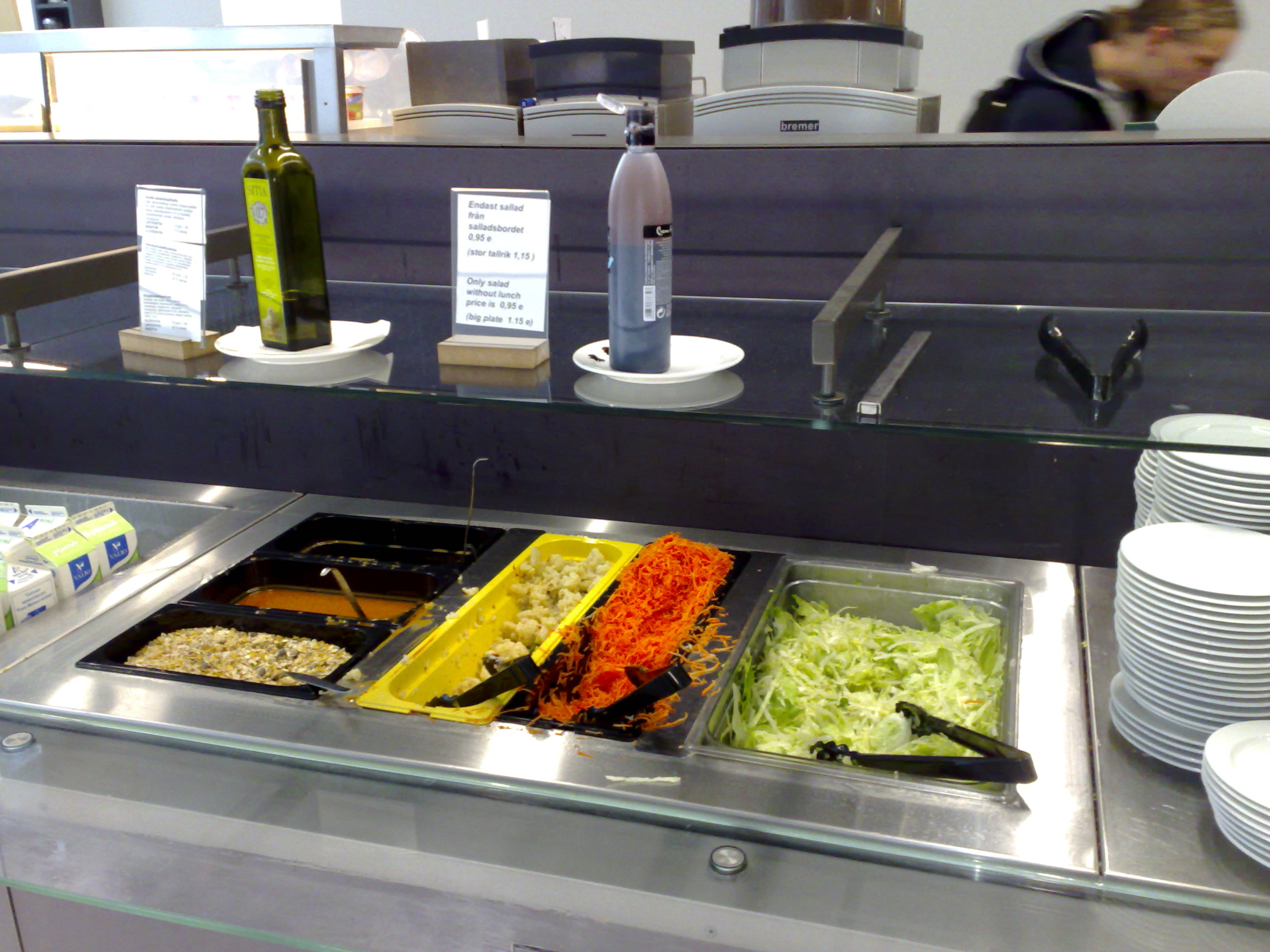
Kleine Salatbar in einem Schnellrestaurant, hier mit Glasplatten als Ablagen und Hustenschutz.
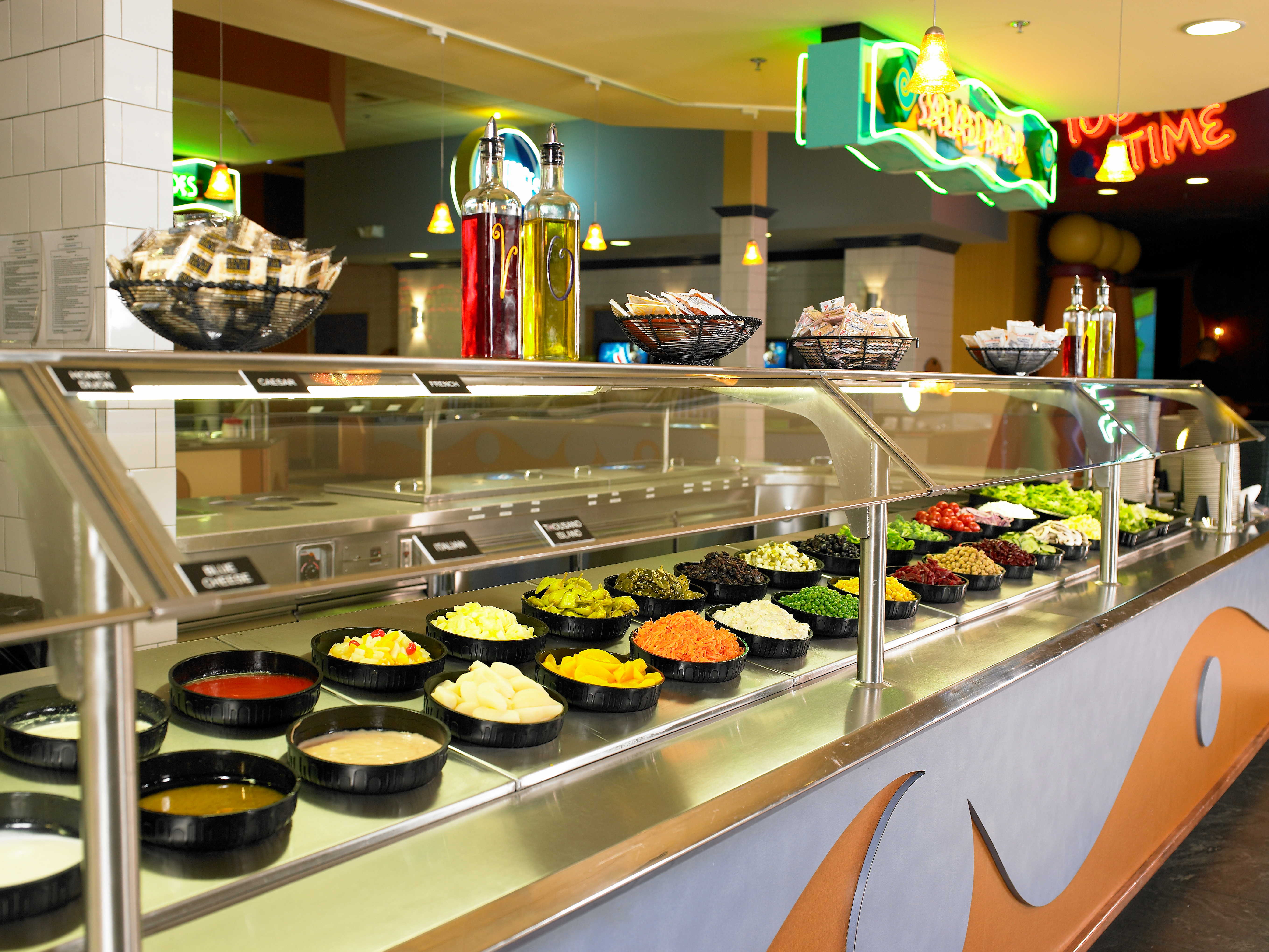
Salatbar in einem Restaurant, hier mit Hustenschutz-Scheiben und Wanneneinsätzen zur Kühlung der Salate etc. in eingehängten Schüsseln.
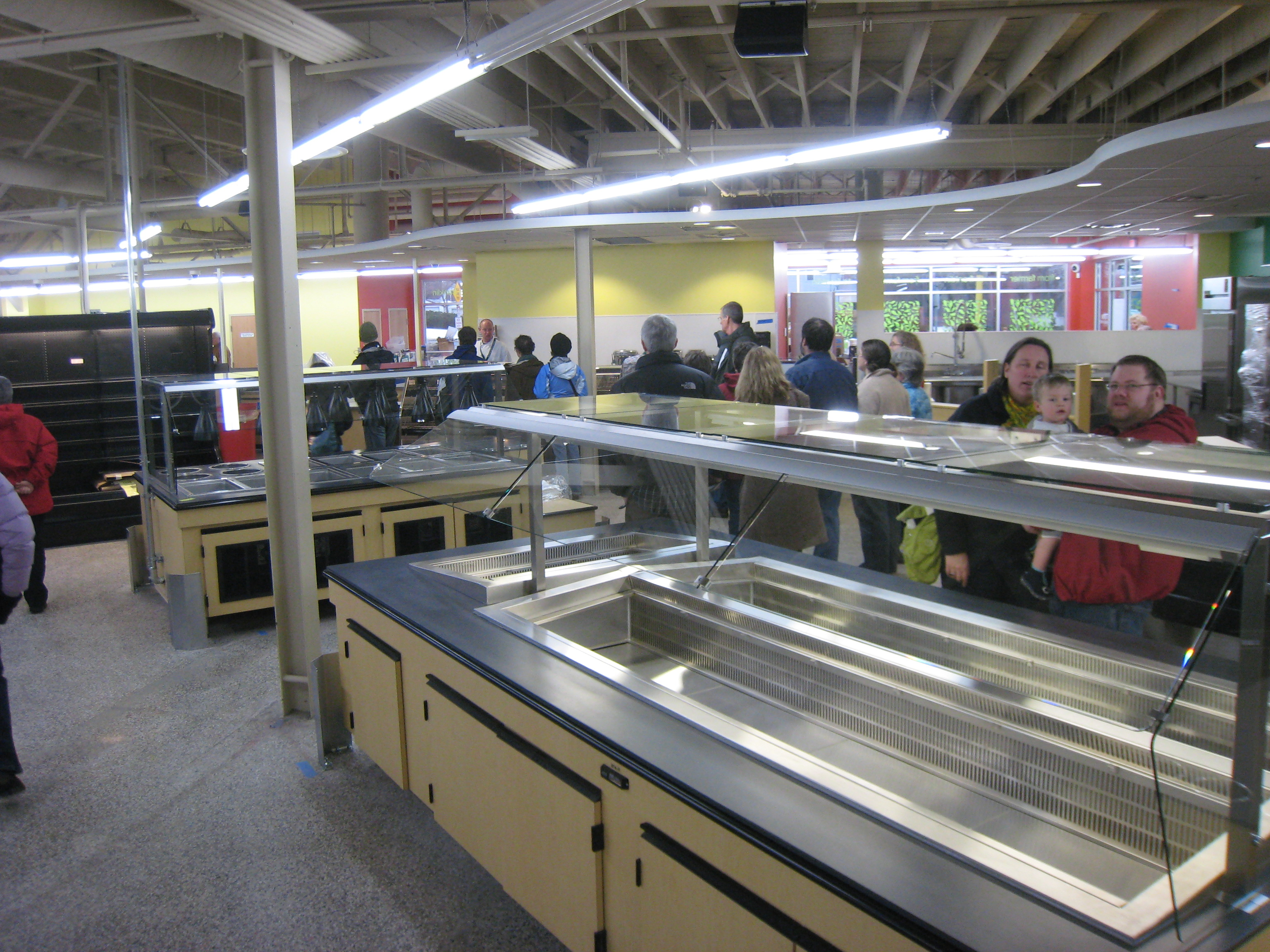
Salatbars bzw. SB-Kühltruhen in einem Verbrauchermarkt, hier mit noch unbestückten Kühlwannen.

## Einzelheiten

### Ausstattungsmerkmale, übliche Größen

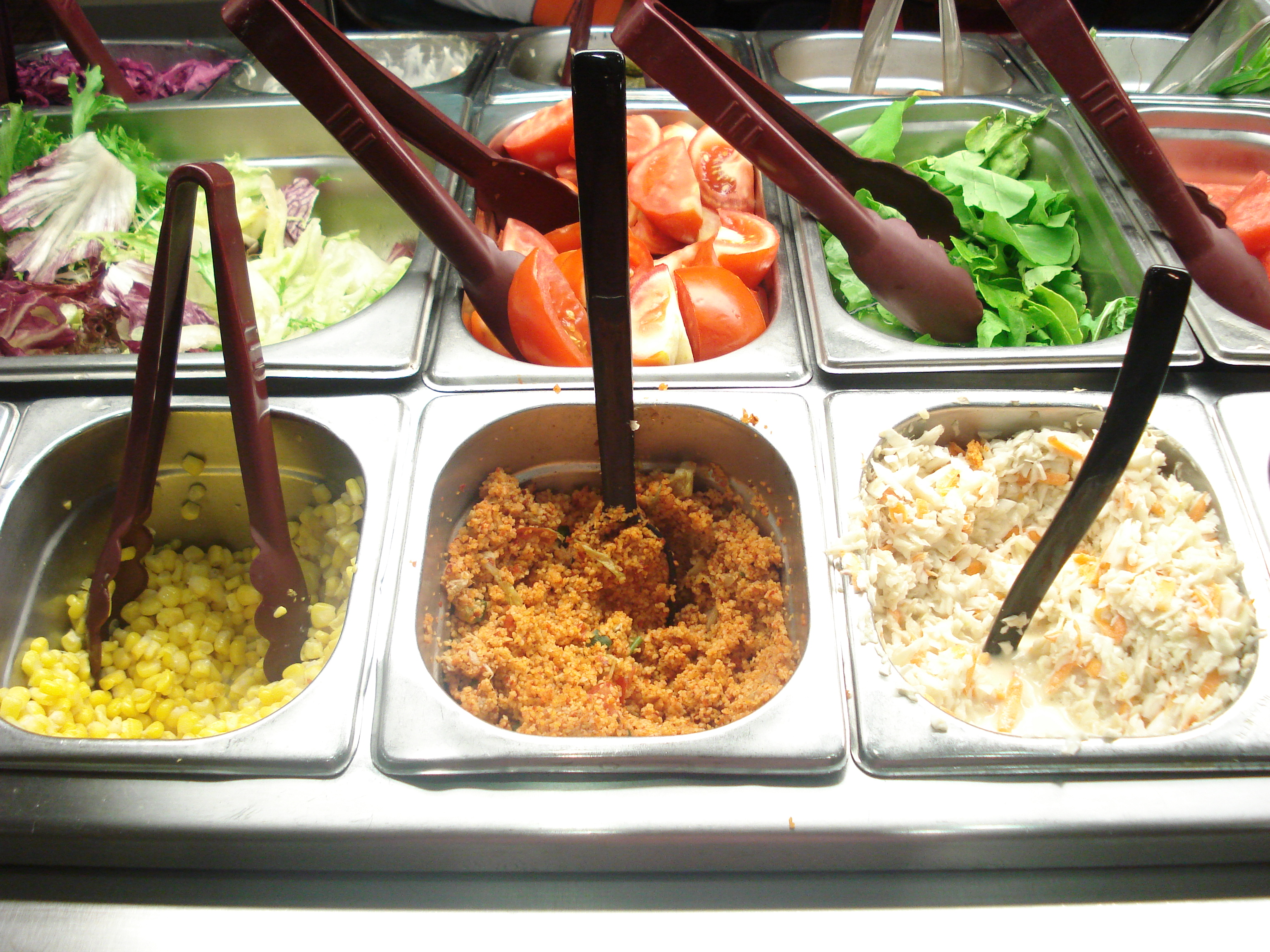
Verschiedene Salate und Salatzutaten in Gastro-Norm-Behältern (GN) in der Kühlwanne bei einer Salatbar.

Saladetten und Salatbars sind mit einer obenliegenden gekühlten Wanne ausgebildet, in den Gastro-Norm-Behälter (GN) eingestellt werden. Bei Saladetten befindet sich davor auf der Bedienseite eine Abstellfläche zum Abstellen der zu belegenden Teller oder Salatschalen, teils dient diese auch als Arbeits- und Schneidefläche. Salatbars haben teils keine Abstellflächen.
Die obenliegende Kühlwanne ist bei Saladetten mit einem nach oben klappbaren und arretierbaren Deckel abgedeckt, bei Salatbars kommen öffenbare Abdeckhauben oder stationäre Hustenschutz-Hauben zum Einsatz. Bei Saladetten befinden sich im unteren Teil gekühlte Türabteile, teils auch gekühlte Schubladen, in die ebenfalls GN-Behälter eingestellt oder eingeschoben werden. Salatbars haben meistens keine gekühlten Türabteile, teilweise werden sie mit offenen (ungekühlten) Abstellfächern im unteren Bereich ausgebildet.
Die Standard-Saladette verfügt über Bestückungsmöglichkeiten in der Größe von 2,5 × GN 1/1 für den Bereich unterhalb des Deckels sowie über 2 gekühlte Türabteile mit der Größe von jeweils 1 × GN 1/1. Die verschiedenen Hersteller bieten diese aber auch in den Größen 3 × GN 1/1 und 4 × GN 1/1 an, das heißt mit 3-türigen oder 4-türigen Türabteilen im unteren Teil. Die Türabteile sind mit Stegen, Rosten oder ausziehbaren, kippsicheren Auflageschienen unterteilt; teils werden auch Ausführungen mit Schubladen angeboten.
Als Werkstoff findet in der Regel Edelstahl Verwendung, wobei die Abstellfläche bei Saladetten meist aus Polyethylen ausgebildet wird und bei größerer Breite wie für Belegstationen auch aus Edelstahl. Bei Pizzatischen werden auch Arbeitsplatten aus Granit angeboten. Bei Salatbars werden die sichtbaren Flächen meist mit Holzfurnier oder Werkstoffen mit Holzoptik verkleidet oder in Holz ausgebildet. Die Abdeck- oder Hustenschutz-Hauben von Salatbars bestehen meist aus Plexiglas, teils auch aus Sicherheitsglas oder Edelstahl.
Das Kühlgerät befindet sich in der Regel im unteren Teil, wo es neben oder auch unterhalb eines dann entsprechend kleineren Türabteils oder im Sockelbereich angeordnet ist. Es besteht, ähnlich wie bei Kühlschränken, meistens aus einer Kompressionskältemaschine oder aus einem Absorber (Verdampfer). Als Antriebsenergie wird in den meisten Fällen elektrischer Strom verwendet, die Saladetten und Salatbars etc. werden anschluss- oder steckerfertig geliefert.

### Anbieter
Saladetten und Salatbars etc. werden von Unternehmen für Gastronomietechnik, Großküchentechnik oder Kühltechnik hergestellt. Neben dem Direktvertrieb erfolgt der Vertrieb über Ausstattungs- und Einrichtungsfirmen für Gastronomie, Hotellerie und Großküchen. Da es sich in der Regel um mehr oder weniger „mobile“ sowie „steckerfertige Geräte“ handelt, die keine großen Anforderungen an ihren Einbau sowie ihre Installation stellen, findet der Vertrieb zunehmend über allgemeine Handelsfirmen statt. In den letzten Jahren kamen immer mehr Saladetten aus Fernost auf den deutschen Markt, was zu einem sehr starken Preiskampf unter den Importeuren und Herstellern auf dem Markt führte. Viele dieser Einstiegsgeräte sind mit verhältnismäßig schwachen Kompressoren (geringe Wattleistung) ausgestattet, so dass die Lebenszeit dieser Geräte stark eingeschränkt ist.

### Betrieb
Bei gewerblicher Nutzung gilt auch für Saladetten und Salatbars etc. die Lebensmittelhygiene-Verordnung VO(EG)852/2004, wonach die Anwendung eines HACCP-Systems gefordert wird. Hierzu gehört zum Beispiel die Einhaltung der richtigen Kühltemperatur und deren Kontrolle.